# Sana Duri
Sana Duri är en årlig musikfestival i Göteborg. Den grundades år 2021 av festivalarrangören All Things Live i samarbete med Shuffle Group. På festivalen spelas mestadels hardstyle samt närbesläktade genrer som hardcore techno, jumpstyle och hardtrance. Många stora hardstyleartister uppträder där årligen. Sana Duri är Nordens största hardstylefestival och kommer att ha den fjärde upplagan fredagen den 13 oktober. 
Varje upplaga av festivalen har en slogan och en hymn, en officiell låt som spelas i samband med festivalen, i reklam och liknande. 
Den ursprungliga festivalen var en endagsfestival som ägde rum i mitten av 2021 på frihamnen i Göteborg. År 2023 flyttade festivalen till Partille Arena. Huvuddelen av festivalen pågår på lördagen och avslutas traditionellt med fyrverkerier. Festivalen börjar tidigt lördag morgon och håller på i cirka 12 timmar. Antalet besökare hade 2022 växt till 10 000 och 2023 till 15 000.